# صرخة النورس
صرخة النورس (بالفرنسية: Le Cri de la mouette)‏ (تشبه صوتيا عند نطقها: صرخة صماء) هي رواية عن السيرة الذاتية لـ إيمانويل لابوري بالتعاون مع ماري تيريز كوني، التي نشرت سبتمبر 1994 مع الناشر روبرت لافون في مجموعة Vécu . تمت ترجمة هذا الكتاب إلى 9 لغات.
تسترجع الممثلة، الصماء منذ ولادتها، ذكريات طفولتها، وتعلمها لغة الإشارة، ومراهقتها، والوقت العصيب عندما تحاول صياغة شخصيتها، بمساعدة أختها.

## ملخص
ولدت إيمانويل لابوريت في قرية صغيرة في فرنسا. لا يفهم والداها سبب عدم حديثها، وعندما يُغلق الباب أو يصفق أحدهم بيديه، فإنها تنتبه. قرروا اصطحاب إيمانويل إلى أخصائي في سن 9 أشهر، ويكتشف على الفور صمم الفتاة. والديها لا يريدان تصديق ذلك ولكن عليهما مواجهة الحقائق. كان ما يسترعي اهتمام إيمانويل هي اهتزازات الأرض. ستخلق والدتها بعد ذلك علاقة حميمة حقيقية مع ابنتها، في حين أن والدها، خاصة بسبب عمله وكذلك إعاقة طفلته، سيكونان متباعدان في علاقتيهما.
لكن ذات يوم، عندما تبلغ إيمانويل سبعة أعوام، يسمع والدها عن «لغة الإشارة» على الراديو. يأخذ ابنته إلى فينسين لتعلم هذه «اللغة». أصبحت لديها أخيرا هوية حقيقية.
في وقت لاحق، ولدت أختها الصغيرة، ماري. تغادر إيمانويل مع والديها إلى واشنطن لاكتشاف طريقة عيش الصم الأمريكيين. تتعلم كيف تقول «ماري» بلغة الإشارة. في الحادية عشرة من عمرها، وصلت الصف السادس في دورات مورفان ولكن أصبح ممنوعا التحدث بلغة الإشارة، تمردت الفتاة، قضت كل هذا الوقت في تعلم لغة الإشارة حتى لا تتمكن من استخدامها.
في الثالثة عشرة من عمرها، قررت إيمانويل عدم العمل بعد الآن، حيث تمردت لكل ما يحدث. إن المراهقة تهيمن عليها، وهي تريد أن تجد الحب وتلتقي بشاب أصم تخرج معه. والداها لا يحبونه كثيرا. كانت تتبادل معه أول قبلة لها. لكن هذا الحب ينتهي في حفلة عندما تجده إيمانويل مع فتاة أخرى. بدأت في العودة لاحقًا لتخطي المدرسة. عند عودتها من حفلة، تُستجوب إيمانويل في مركز للشرطة وتقضي الليل هناك بسبب خطأ من غباء أصدقائها. هذه القصة كلها تجعل الفتاة أكثر إشراقا.
في سن الثالثة عشرة، اكتشف والداها أنها لا تحضر الصفوف. وعدتهم بأنها لن تفعل ذلك مرة أخرى وستحفظ وعدها، لكنها لا تفعل شيئًا في الفصل. في أحد الأيام في سن السادسة عشرة، تحاول سرقة الجينز مع صديقتها. تم القبض عليهم. لحسن الحظ، سيطلق سراحهم. لا يوجد حوار تقريبًا بين والدها وبينها. في وقت لاحق، تطلق والديها. تعلق إيمانويل بين الحفلات والسجائر والكحول والمخدرات، لكن بعد تجاوز الحدود، تتوقف عن فعل تلك الأشياء.
تذهب الفتاة إلى المستقبل وتبدأ التمثيل في المسرح وتتحول إلى الأفلام. في يوم من الأيام، مع مجتمع من الصم، يتم إخبارها عن الإيدز وتعترف بأنها محظوظة جدًا لعدم إصابتها. تواصل والدتها إخبارها بهذه الجملة «اجتياز البكالوريا أولاً». تحاول تخطيه، لكن دون جدوى.
عرض عليها زراعة قوقعة في الأذن الداخلية والتي من شأنها أن تسمح لها بالسمع. لكنها ترفض لأنها تريد البقاء كما هي، وتتقبل اختلافها.
تحاول اجتياز البكالوريا مرة ثانية وتحصل عليها. ثم تلعب في مسرحية، أطفال الصمت حيث تم اختيارها لجائزة موليير وفازت بها لتصبح أول شخص أصم يفوز بها.

## الجوائز
- 1994 : جائزة فيريتي، التي تمنحها بلدة كانيه.[3]

## الكتب
- إصدارات Pocket Press (ردمك 2-266-12846-9) .